# Forgalmi bélyeg

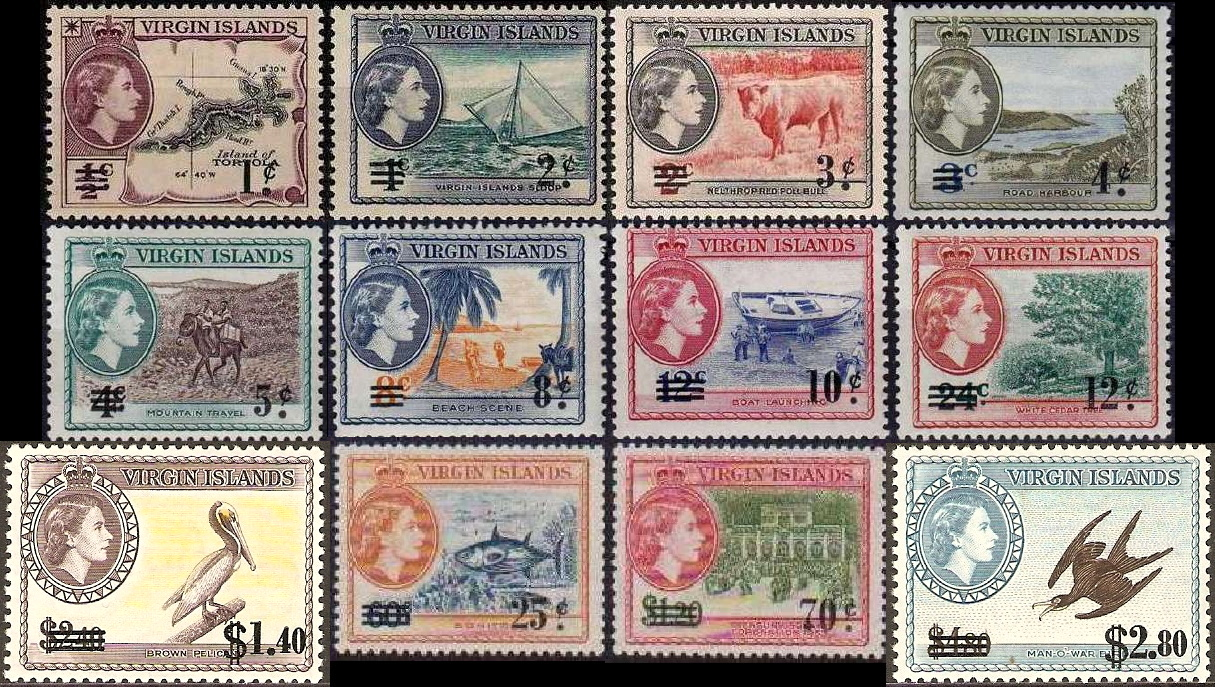
Forgalmi bélyegek (1962)

A forgalmi bélyeg olyan postabélyeg, ami kifejezetten azzal a céllal került kibocsátásra, hogy postai küldeményekre ragasztva bérmentesítésre használják - ellentétben az ún. alkalmi bélyegekkel, amiket a posták a bélyeggyűjtők számára adnak ki.

## Története
A bélyegkibocsátás kezdetén minden postabélyeg forgalmi bélyeg volt, hiszen bélyeggyűjtők még nem léteztek, a bélyeg ténylegesen csak bérmentesítésre szolgált. Akár évtizedekig jelentek meg azonos bélyegképpel – de különböző fogazással, vízjellel stb. – bélyegek hatalmas példányszámban. A bélyeggyűjtés beindulásával azonban változott a helyzet, és megjelentek a viszonylag kis példányszámú, a bélyeggyűjtők igényeit kielégítő, bélyegképeiken akár különböző motívumokat megjelenítő - így a gyűjtés tárgyát képező – alkalmi bélyegek. A forgalmi bélyegek azonban nem mentek ki a divatból, hiszen nagy példányszámban előállított – ezért olcsó – bérmentesítésre használt bélyegekre továbbra is szükség van. Magyarországon az első nem kizárólag forgalmi célokat szolgáló bélyegek az első világháború előtt és alatt jelentek meg az árvízkárosultak illetve a hadiözvegyek és árvák megsegítésére. Innentõl kezdve gyorsan beindult az alkalmi bélyegek megjelenése is. Ma leginkább az különbözteti meg a forgalmi bélyegeket az alkalmi bélyegektõl, hogy általában egyszerűbb az ábrájuk, gyakran egy színnel nyomják őket, nagy példányszámban készülnek, akár évtizedekig újranyomják őket, és ezért több változatuk van forgalomban, hiszen pontosan ugyanúgy utánnyomni őket nem nagyon lehetséges.